# سالمة (حزم العدين)

تعديل مصدري - تعديل

سالمة محلة تابعة لقرية المائدة، التابعة لعزلة المعيظة بمديرية حزم العدين إحدى مديريات محافظة إب في الجمهورية اليمنية، بلغ تعداد سكانها 40 حسب تعداد اليمن لعام 2004.